# Vjosa
Vjosa (grško Αώος – Aoos, albansko Vjosë ali Vjosa, srbohrvaško in makedonsko Vojuša) je reka, dolga 272 kilometrov, ki izvira v Epiru na severozahodu Grčije, teče skozi južno Albanijo in se izliva v Jadransko morje.
Ob Vjosi ni večjih mest ali industrije, njena struga pa je ohranjena v naravnem stanju, zato je pogosto imenovana kot zadnja velika divja reka v Evropi.

## Tok
Reka izvira v Pindskem gorstvu v Epiru in vseskozi teče proti severozahodu. V zgornjem toku teče po z gozdom poraslem goratem površju. V bližini grškega mesta Konica reka tvori sotesko, ki je vključena v Narodni park Vikos–Aoös, enega od 12 narodnih parkov Grčije. Dolžina reke v Grčiji znaša 80 kilometrov.
Vjosa vstopi v Albanijo v bližini mejnega prehoda Tre Urat, kjer se vanjo izliva mejna reka Sarantaporos. Reka nato teče po severnem robu strme gorske verige Nemërçka. Najpomembnejše mesto ob gorskem vznožju je Përmet. V bližini mesta Këlcyra Vjosa zavije proti zahodu in preseka gorsko verigo Trebeshina–Dhëmbel–Nemërçka med gorama Trebeshina in Dhëmbel. Pri mestu Tepelena se ji pridruži pomemben pritok Drino, ki prav tako izvira v Grčiji in teče mimo Gjirokastra. Nizvodno od Tepelene se hribovita pokrajina občutno zniža. Zadnja ožina, ki jo Vjosa premaguje, se nahaja pri kraju Kalivaç, kjer se je začela gradnja prvega jezu na tej reki.
V spodnjem toku Vjosa teče po ravninskem polju Myzeqe, kjer se močno razširi in začne ustvarjati meandre. Največji pritok v tem delu je reka Šušica. V tem nižinskem delu je Vjosa skozi zgodovino večkrat spremenila potek. V 3. stoletju je potres premaknil strugo nekaj kilometrov južneje, kar je med drugim povzročilo zaton antične Apolonije. Reka se izliva v Jadransko morje severno od Vlore; njeno ustje se nahaja znotraj Zaščitene pokrajine Vjosa-Narta.
- Vjosa (Aoos) v bližini Konice v Grčiji
- Vjosa v Përmetu
- Vjosa pri Përmetu
- Vjosa pri Tepeleni

## Ekologija in izkoriščanje
Celotna struga Vjose je v naravnem ali skoraj naravnem stanju brez človekovih posegov. Njena biotska raznovrstnost je zelo velika, vendar malo raziskana. Spomladi 2017 je skupina 25 znanstvenikov iz štirih držav v spodnjem toku Vjose popisala 300 živalskih vrst. Od teh vrst jih je bilo 40 prvič zabeleženih v Albaniji, odkrita pa je bila tudi nova vrsta vrbnice Isoperla vjosae.
Študije v 1990. letih so predvidele izgradnjo osmih hidroelektrarn na Vjosi v Albaniji, katerih skupna moč naj bi bila 495 MW in letna proizvodnja 2155 GWh električne energije. Leta 2001 je bila sklenjena koncesija z italijansko družbo Becchetti Energy Group za hidroelektrarno Kalivaç z močjo 90 MW. Gradnja jezu se je začela v letu 2007, a se je leta 2010 ustavila. Gradnji jezov na Vjosi so se zoperstavile številne okoljevarstvene organizacije, kot sta RiverWatch in EcoAlbania, ki investitorjem očitajo hitenje z izvajanjem okolju škodljivih projektov na Balkanu in želijo doseči razglasitev področja Vjose za narodni park. K večjemu nadzoru nad gradnjo hidroelektrarn in temeljitejši presoji okoljskih vplivov je Albanijo pozval tudi Evropski parlament v poročilu za leto 2015. Maja 2017 je upravno sodišče v Tirani razsodilo proti gradnji hidroelektrarne Poçem na spodnjem toku Vjose.